# Svarttjärnen (Hällestads socken, Östergötland, 651249-148357)
Svarttjärnen är en sjö i Finspångs kommun i Östergötland och ingår i Motala ströms huvudavrinningsområde.